# Gare de Mont-de-Marsan
Gare de Mont-de-Marsan vasútállomás Franciaországban, Mont-de-Marsan településen.

## Vasútvonalak
Az állomást az alábbi vasútvonalak érintik:
- Morcenx–Bagnères-de-Bigorre-vasútvonal

## Kapcsolódó állomások
A vasútállomáshoz az alábbi állomások vannak a legközelebb:
- Gare de Saint-Martin-d'Oney